# Triammatus waigeuensis
Triammatus waigeuensis är en skalbaggsart som beskrevs av Gilmour 1950. Triammatus waigeuensis ingår i släktet Triammatus och familjen långhorningar. Inga underarter finns listade i Catalogue of Life.